# فرانسيس سارجنت أوسغود
فرانسيس سارجنت أوسغود (بالإنجليزية: Frances Sargent Osgood)‏ (18 يونيو 1811، بوسطن في الولايات المتحدة - 12 مايو 1850، نيويورك في الولايات المتحدة)؛ كاتِبة وشاعرة أمريكية.